# Карагач (Кабардино-Балкария)
Карага́ч (кабард.-черк. Къэрэгъэш, Инал хьэблэ) — село в Прохладненском районе Кабардино-Балкарской Республики.
Образует муниципальное образование «сельское поселение Карагач», как единственный населённый пункт в его составе.

## География
Селение расположено в западной части Прохладненского района, на правом берегу реки Малка. Находится в 22 км к северо-западу от районного центра Прохладный и в 57 км к северо-востоку от города Нальчик.
Площадь территории сельского поселения составляет — 81,45 км2. Из них 68 км2 (84%) занято сельскохозяйственными угодьями.
Граничит с землями населённых пунктов: Солдатская на востоке, Черниговское на юго-востоке, Саратовский и Советское на юге, Псыншоко на юго-западе, Кременчуг-Константиновское на западе, Крупско-Ульяновский на северо-западе, а также с землями Гослесфонда (Государственного лесного фонда) на юге.
Населённый пункт расположен на наклонной Кабардинской равнине, в равнинной зоне республики. Средние высоты на территории села составляют 277 метров над уровнем моря. Рельеф местности представляет собой в основном предгорную равнину, имеющую слабо-волнистую форму. Долина реки Малка сильно изрезана балками. В окрестностях села возвышаются бугристые лесистые возвышенности. К югу от села расположены одни из крупнейших сохранившихся равнинных лесов республики, лесные массивы — Гой и Карагач.
Гидрографическая сеть представлена рекой Малка, а также его правым притоком Куркужин, протекающая через центр Карагача и впадающая в Малку чуть ниже села. К северо-западу имеются несколько искусственных водоёмов. Общая площадь водного фонда сельского поселения составляет — 205 га.
Климат влажный умеренный, с тёплым летом и прохладной зимой. Среднегодовая температура воздуха положительная и составляет около +10,0°С. Среднемесячная температура воздуха в июле достигает +22,5°С, в январе она составляет около -2,5°С. Среднегодовое количество осадков составляет около 550 мм. Основное количество осадков выпадает в период с апреля по июнь. Снежный покров в основном лежит в период с середины декабря до начала марта. Абсолютная среднегодовая влажность воздуха составляет 9,7—10,0 мм.

## История
В ходе царской политики укрупнения кабардинских аулов, территория, где сейчас расположено село, была выделена для поселения трёх аулов, которыми владели кабардинские уорки (дворяне): Жамболет Кошев, Герандука Сидаков, а также братья Бекмурза и Мисост Иналовы, являвшихся прямыми потомками легендарного воеводы — Инала, родоначальника кабардинских и некоторых других черкесских княжеских родов.
До этого их аулы располагались по обоим берегам реки Малка, в незначительной отдалённости друга от друга.
В 1865 году в ходе Земельной реформы Кабарды и программы по укрупнению кабардинских селений, аулы Иналово (кабард.-черк. Инал хьэблэ), Кошево (кабард.-черк. Къуэщ хьэблэ) и Сидаково (кабард.-черк. Сидакъей) были объединены в одно село, получившее название — Иналово.
В 1918 году, в период Гражданской войны в селе был создан отряд из 28 человек, сражавшийся за установление Советской власти. В его составе числились Таля и Хабала Шетовы, Мисхад Фицежев, Теркан Архагов, Хазиз Тамазов, Хакяша Шкахов. Ныне в селе установлен памятник борцам за революцию.
8 июля 1920 года всем селениям Нальчикского округа, носившим названия по фамилиям своих князей и дворян, присваивались новые названия установившейся советской властью. В результате селение Иналово было переименовано в Карагач, по названию распространённой в окрестных лесах породы деревьев вяза.
Сельский народный совет при селе Карагач, был основан в 1920 году при окончательном установлении советской власти в Кабарде.
В 1930 году в селе был создан колхоз «Карагач», из которого вскоре выделили колхоз «имени Чапаева». Председателем колхоза «Карагач» стал Чопа Нагоев, председателем колхоза имени Чапаева – Хамид Шкахов.
В 1939—1940 годах оба хозяйства добились значительных экономических успехов и считались лучшими в республике. Здесь собирали рекордные урожаи кукурузы, подсолнечника и пшеницы. В эти годы в селе были построены новая школа, здание сельсовета, клуб, на берегу реки Малки возведён кирпичный завод, который в последующем играл заметную роль в хозяйстве поселения.
В сентябре 1942 год Карагач был оккупирован немецкими войсками. В это время в окрестных лесах сосредотачивались крупные партизанские отряды из числа местных жителей. В начале января 1943 года селение освобождено от захватчиков. 
В послевоенные годы велось восстановление хозяйства, довоенного уровня показатели достигли в 1957 году. В 1959 году председателем колхоза имени Чапаева стал — Нажмудин Абубекиров, который за свою работу в 1972 году удостоен звания Героя Социалистического Труда.
22 мая 1992 года согласно постановлению главы администрации Прохладненского района, Карагачский сельсовет был реорганизован и преобразован в Карагачскую сельскую администрацию.
В 2005 году Карагачская сельская администрация была преобразована в муниципальное образование, со статусом сельского поселения.

## Население
| 2002  | 2010  | 2012  | 2013  | 2014  | 2015  | 2016  |
| ----- | ----- | ----- | ----- | ----- | ----- | ----- |
| 5699  | ↗5740 | ↗5826 | ↗5852 | ↗5884 | ↗5904 | ↗5976 |
| 2017  | 2018  | 2019  | 2020  | 2021  | 2023  | 2024  |
| ↗6017 | ↗6035 | ↗6083 | ↗6090 | ↗6574 | →6574 | ↗6596 |
| 2025  |       |       |       |       |       |       |
| ↗6638 |       |       |       |       |       |       |

Плотность — 81.5 чел./км2.
Национальный состав
По данным Всероссийской переписи населения 2010 года:
| Народ      | Численность, чел. | Доля от всего населения, % |
| ---------- | ----------------- | -------------------------- |
| кабардинцы | 5 682             | 99,0 %                     |
| другие     | 58                | 1,0 %                      |
| всего      | 5 740             | 100 %                      |

По данным Всероссийской переписи 2021 года:
| Народ               | Численность, чел. | Доля от всего населения, % |
| ------------------- | ----------------- | -------------------------- |
| кабардинцы          | 6 477             | 98,52 %                    |
| другие / не указано | 97                | 1,48 %                     |
| всего               | 6 574             | 100,0 %                    |

Поло-возрастной состав
По данным Всероссийской переписи населения 2010 года:
| Возраст     | Мужчины, чел. | Женщины, чел. | Общая численность, чел. | Доля от всего населения, % |
| ----------- | ------------- | ------------- | ----------------------- | -------------------------- |
| 0 — 14 лет  | 675           | 684           | 1 359                   | 23,7 %                     |
| 15 — 59 лет | 1 863         | 1 865         | 3 728                   | 64,9 %                     |
| от 60 лет   | 255           | 398           | 653                     | 11,4 %                     |
| Всего       | 2 793         | 2 947         | 5 740                   | 100,0 %                    |

Мужчины — 2 793 чел. (48,7 %). Женщины — 2 947 чел. (51,3 %).
Средний возраст населения — 32,1 лет. Медианный возраст населения — 28,8 лет.
Средний возраст мужчин — 30,7 лет. Медианный возраст мужчин — 27,5 лет.
Средний возраст женщин — 33,3 лет. Медианный возраст женщин — 29,9 лет.

## Местное самоуправление
Администрация сельского поселения Карагач — село Карагач, ул. Абубекирова, 102.
Структуру органов местного самоуправления сельского поселения составляют:
- Исполнительно-распорядительный орган — Местная администрация сельского поселения Карагач. Состоит из 7 человек.
  - Глава администрации сельского поселения — Кашев Аслан Музарифович.
- Представительный орган — Совет местного самоуправления сельского поселения Карагач. Состоит из 15 депутатов, избираемых на 5 лет.
  - Председатель Совета местного самоуправления сельского поселения — Кашев Аслан Музарифович.

## Образование
- МКОУ Средняя общеобразовательная школа № 1 «имени Х.Т. Башорова» — ул. Абубекирова, 100.
- МКОУ Средняя общеобразовательная школа № 2 — ул. Курдугова, 38.
- МКДОУ Начальная школа Детский сад «Инал» — ул. Абубекирова, 77.
- МКДОУ Начальная школа Детский сад № 2 — ул. Абубекирова, 106.

## Здравоохранение
- Участковая больница — ул. Победителей ВОВ, 35.

## Культура
- МКУК Культурно-досуговый центр — ул. Абубекирова, 111.

Общественно-политические организации: 
- Адыгэ Хасэ
- Совет Старейшин
- Совет ветеранов труда и войны и др.

## Ислам
В селе действует 2 мечети:
- Верхняя мечеть «Къуэщ-хьэблэ» — ул. Абубекирова, 148.
- Нижняя мечеть «Инал-хьэблэ» — Абубекирова, 51.

## Экономика
В экономике сельского поселения преобладающее положение занимает сельское хозяйство. В общей площади земель поселения, сельскохозяйственные угодья занимают около 90 %.
Наличие плодородных предгорно-чернозёмных почв обуславливает развитие этой отрасли. Основные направления производственной специализации в сельском хозяйстве соответствуют природно-климатическим условиям и особенностям хозяйства поселения. В растениеводстве наиболее развито производство зерновых, подсолнечника, овощей, картофеля, в животноводстве — производство молока и мяса крупного рогатого скота.
Основу промышленности сельского поселения определяет перерабатывающая промышленность.
На территории сельского поселения функционируют 2 промышленные предприятия, 3 сельскохозяйственных предприятия и 18 крестьяно-фермерских хозяйств (КФХ). Наиболее бюджетообразующими из которых являются:
- СХПК «Чангереев»
- ООО «Велес—Агро»
- АПК «Прохладненский»
- ООО «Агрофирма «Сатаней»
- ООО «Карагачский молокозавод»
- ООО «Карагачская швейная фабрика»

## Улицы
На территории села зарегистрировано 13 улиц и 8 переулков:
Улицы
| Абубекирова |
| Ашабокова   |
| Башорова    |
| Емишева     |
| Каскулова   |

| Кашева          |
| Котепахова      |
| Курдугова       |
| Победителей ВОВ |

| Тлимахова   |
| Шаловых     |
| Шкахова     |
| Шогенцукова |

Переулки
| Восточный |
| Заводской |
| Колхозный |

| Мисрокова |
| Ногмова   |
| Отарова   |

| Цагова |
| Шетова |

## Известные уроженцы
- Абубекиров Нажмудин Билялович — Герой Социалистического Труда.
- Котепахов, Мухамед Алиевич(20.06.1938 — 26.09.1977) — Герой Социалистического Труда (16.07.1986)
- Емишев, Гали Хамашевич — Герой Социалистического Труда
- Тамазов Тимур Мухамедович (25.10.1990-17.09.2022) — Герой России(посмертно), российский военнослужащий, командир сводного штурмового отряда «Шторм» 76-й гвардейской десантно-штурмовой дивизии Воздушно-десантных войск, гвардии капитан.